# Mariä-Entschlafens-Kirche (Zrenjanin)
Die Mariä-Entschlafens-Kirche (serbisch: Црква Успења Пресвете Богородице, Crkva Uspenja Presvete Bogorodice), auch Varoška crkva oder Uspenska crkva genannt, ist eine serbisch-orthodoxe Kirche in der nordserbischen Stadt Zrenjanin. Die Stadt Zrenjanin liegt in der autonomen Provinz Vojvodina.
Die von 1744 bis 1746 im barocken Stil erbaute Pfarrkirche ist Sitz der Pfarrei Zrenjanin I-IV der Mariä-Entschlafens-Kirche im Dekanat Zrenjanin der Eparchie Banat der Serbisch-Orthodoxen Kirche.
Das älteste erhaltene Gotteshaus der Stadt Zrenjanin ist ein staatlich geschütztes Kulturdenkmal von bedeutendem Wert für Serbien. Die Kirche ist der Entschlafung der Allerheiligsten Gottesmutter Maria geweiht.

## Lage
Die Kirche befindet sich im Osten des Zentrums der nordserbischen Stadt Zrenjanin. Das Gotteshaus steht nicht weit vom Ufer der Bega, einem linken Nebenfluss der Theiß, an der Straße Svetosavska Ulica Nr. 2.

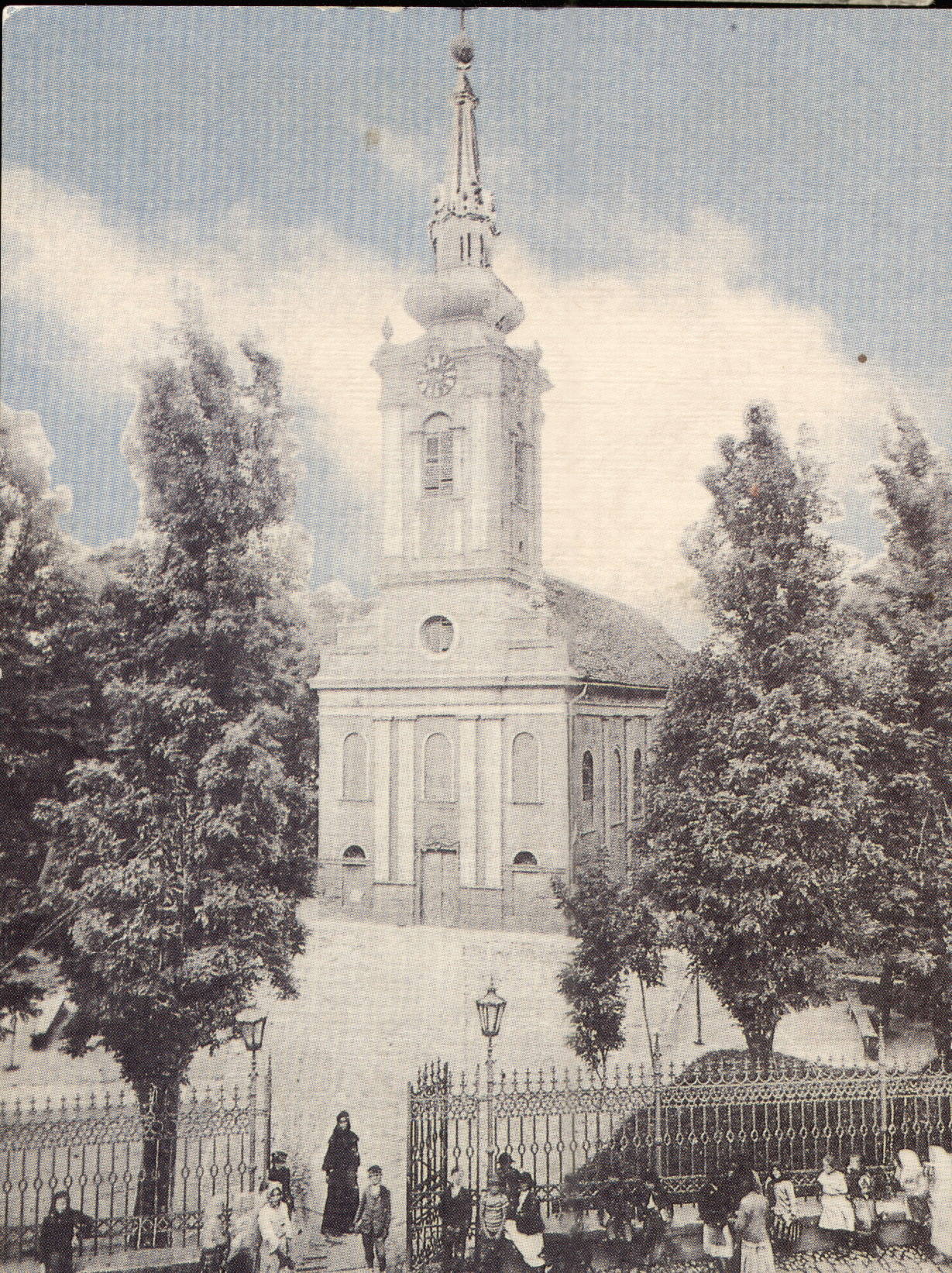
Die Kirche im Jahre 1906

Nahe der Kirche befinden sich das Kinderkrankenhaus, zwei Banken, die Hauptzentrale der Polizei und eine Apotheke, in weiterer Entfernung auch das Rathaus, die römisch-katholische Kathedrale St. Johannes Nepomuk, das Volksmuseum, ein Gymnasium, die Stadtbibliothek, die Hauptpost und das Denkmal für König Peter I. Karađorđević.

## Geschichte
Vor der heutigen Kirche diente der Platz vorher schon als Ort religiöser Handlungen. Die Mariä-Entschlafens-Kirche ist das älteste Kirchengebäude der Stadt und wurde von 1744 bis 1746 in der Regierungszeit der österreichischen Kaiserin Maria Theresia erbaut. Sie ist eine der wenigen, noch erhaltenen barocken Kirchen aus der ersten Hälfte des 18. Jahrhunderts im Banat.
Der barocke Kirchturm wurde von 1757 bis 1758 an die Westfassade angebaut. Laut einem Eintrag in einem Buch aus dem Jahre 1840 ist zu entnehmen, dass in den 1780er Jahren die Kirche großflächig umgebaut wurde. 1783 wurden die Arbeiten an der Westfassade beendet und 1787 die an der Ostfassade. Unter anderem wurde die Fassade im Stile des Klassizismus neu umgestaltet. Die Kirche wurde um ein Querschiff verlängert und es wurden eine neue Apsis und neue Seitenchöre erbaut.
Da das Dach der Kirche mit Dachziegeln gedeckt war, überstand diese einen großen Brand im Jahre 1807. Damals gehörte die Kirche zur Eparchie Temeschwar, einer heutigen Großstadt in Westrumänien und war deren einzige Kirche mit Keramikziegeln. Dem Brand fielen alle Holzhäuser der Stadt zum Opfer, nur wenige Gebäude, darunter die Kirche, überstanden den Brand. Auch im 19. Jahrhundert fanden kleinere Umbauten wie die Errichtung des Chors statt, diese änderten aber den barock-klassizistischen Charakter der Kirche nicht.
Die Kirche wurde zuletzt von 1995 bis 2004 großflächig restauriert, bei diesen Arbeiten wurde festgestellt, dass die Kirche im Verhältnis zum ursprünglichen Erscheinungsbild erheblich verändert wurde. Mit der zunehmenden Bedeutung der Stadt und aus diesen resultierenden größeren Möglichkeiten, gewann die Kirche an Monumentalität.
2005 wurden Flutlichter installiert, so ist es möglich, all die barocke Schönheit der Kirche in den Nachtstunden zu sehen. Von November 2015 bis zum November 2016 wurden Restaurierungsarbeiten an den Wandmalereien und der Wanddekorationen durchgeführt. Diese Arbeiten führten die professionellen Restauratoren Goran Bolić, Aleksandra Jeftić und Vladimir Kojić aus.
Die Mariä-Entschlafens-Kirche ist gesetzlich als kulturelles und historisches Denkmal unter Schutz des Staates gestellt. Zudem sind in der Kirche viele wertvolle liturgische Gewänder  der Priester, Kirchengegenstände und Bücher mit Lederbezug erhalten. Die ältesten Kirchenbücher stammen aus dem Jahr 1746.
Im Kirchhof stehen heute zwei marmorne Kreuze, die von den Zrenjaninern Hauptplätzen während der 1950er Jahre entfernt wurden und in den Kirchhof verlegt worden sind. Derzeitiger Priester der Kirche sind Slobodan Čestić, Radivoje Nađalin, Slađan Ristić, Branislav Petrović und der Erzdiakon Zoran Milanković.

## Architektur
Die länglich-einschiffige Kirche mit einer halbrunden Altar-Apsis im Osten, rechteckigen Chören an den Seiten und einem Narthex, über dem sich ein Kirchturm erhebt im Westen, wurde im Stile des Barock erbaut. Das Kirchengebäude ähnelt  vor allem am Kirchturm bemerkbar, der Serbisch-orthodoxen Kathedrale Hl. Nikolaus in Sremski Karlovci, die von 1758 bis 1762 erbaut wurde, diese besitzt jedoch zwei Kirchtürme.
Die Fassadendekoration der Kirche ist im Vergleich mit anderen Kirchen aus dieser Zeit am meisten entwickelt ist, hier die Fassadendekoration an der Westseite der Kirche. Die künstlerische Harmonie und Ausgeglichenheit der Westfassade, zugleich auch ihr architektonische Strenge, wurde durch Kombinationen von Pilastern mit professionell ausgearbeiteten Kapitellenden, halbrunden Blendnischen, Säulen, Bogenfenstern, Schnurkränzen, abgerundeten Giebeln und profilierten Dachgesims erreicht. Im Gegensatz dazu steht die künstlerisch und spielerisch verzierte Kirchturmspitze.
Die Dekoration der anderen Fassadenflächen, mit einer dominanten vertikalen Teilung, setzt sich aus abwechselnd platzierten Pilastern und Fensteröffnungen mit Bögen zusammen. Der Erschaffer der künstlerischen und wertvollen Schnitzarbeiten ist nicht bekannt.
Die Wandmalereien (Fresken) im Gewölbe der Kirche, wurden von 1928 bis 1930 vom aus Zrenjanin stammenden Maler Aleksandar Sekulić gemalt. Sekulić lebte mehrere Jahre in München.
Auf dem Gewölbe des Kirchenschiffes befindet sich die Wandmalerei der Hl. Dreifaltigkeit von Engeln und den hl. Evangelisten umgeben, und in Form von Medaillons wurden weitere Wandmalereien von Sekulić gemalt, auf dem Gewölbe des zweiten Querschiffs befindet sich die Freske des hl. Erzengel Michael, auf dem Gewölbe des Chores die Freske des hl. Vater Nikolaus von Myra und in der Altarnische befindet sich die Freske von Jesus Christus.

### Ikonostasen

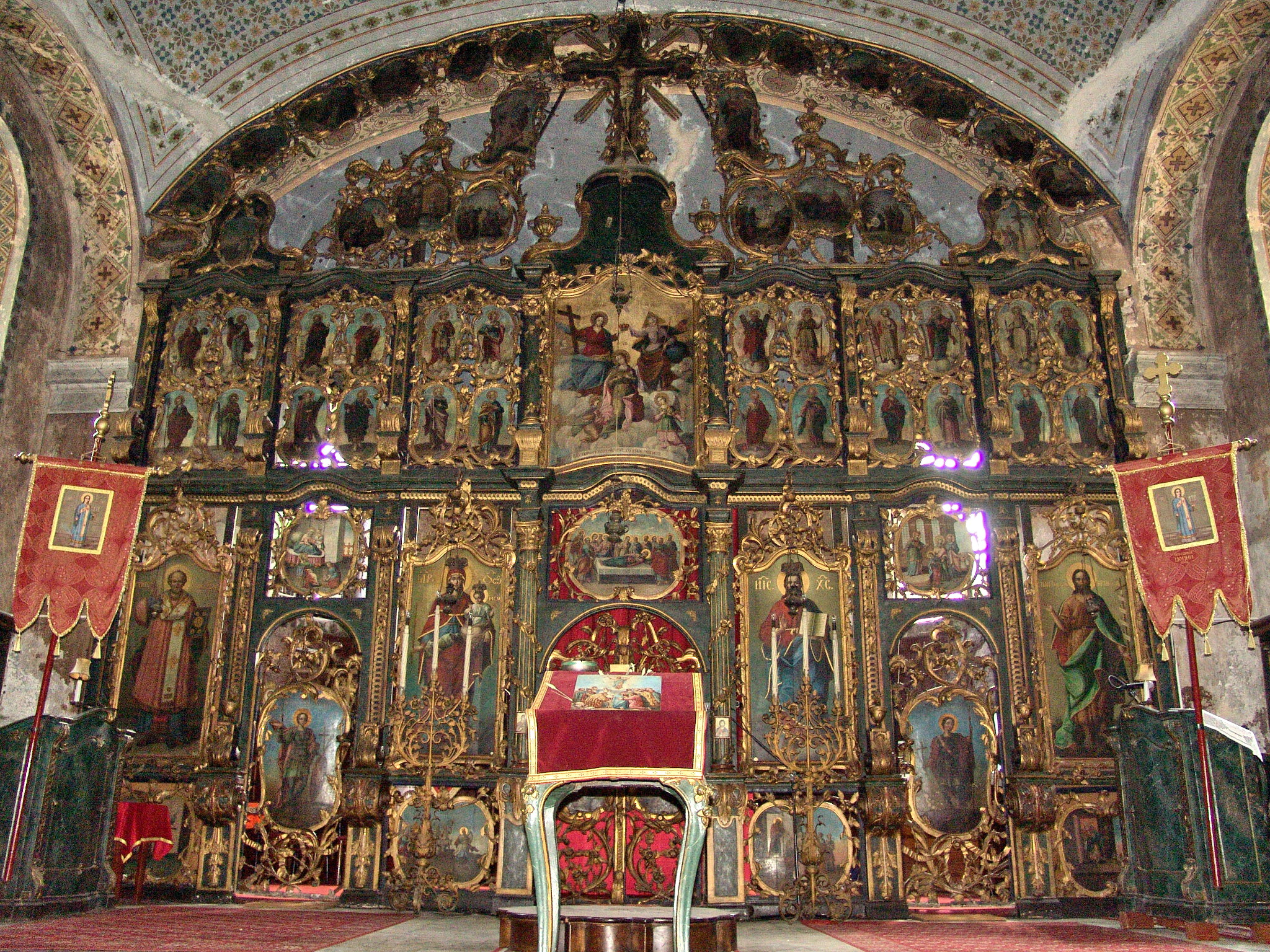
Die prächtige Ikonostase der Kirche

Von 1785 bis 1790 wurde die neue barocke vergoldete Ikonostase aus Holz vom bekannten Tischlermeister Aksentije Marković aus Novi Sad hergestellt. Die Arbeit von  Marković zeichnet sich durch eine große Handwerkskunst aus, was der Reichtum an Blumendekorationen bestätigt.
Die Ikonen der oberen Zonen der Ikonostase wurden vom bekannten und erfahrenen Maler Dimitrije Popović gemalt. Durch den Tod von Dimitrije Popović wurden die restlichen Ikonen vom jüngeren, ebenfalls bekannten Maler Georgije Popović, einem langjährigen Mitarbeiter von Dimitrije Popović von 1814 bis 1816 gemalt
Georgije Popović malte auch die Freske der Krönung der allerheiligsten Gottesmutter und weitere 15 Ikonen in der Kirche. Es wird davon ausgegangen, dass Georgije Popović auch sieben Ikonen mit der Ölfarb-Technik auf Holz in der Kirche malte. Die Ikonen zeigen auf drei Ebenen Szenen aus dem Alten und Neuen Testament.
Im Kirchenchor befindet sich eine weitere kleine Ikonostase die der Überführung der Reliquien des hl. Nikolaus von Myra geweiht ist. Die Ikonen und die Ikonostase wurden von einem unbekannten Meister, wahrscheinlich im 18. Jahrhundert gemalt. Die Ikonen im Chor der Kirche sind mit denen auf der Ikonostase vergleichbar.
Die Ikonen des alten Grab Christi wurden 1821 von Georgije Popović gemalt. Und die Ikonen auf dem heutigen Grab Christi, wurden vom Maler Jovan Popović 1861 gemalt. Seit 1951 sind die Ikonen als Denkmäler der orthodoxen Kultur Serbiens unter Schutz gestellt.

## Galerie

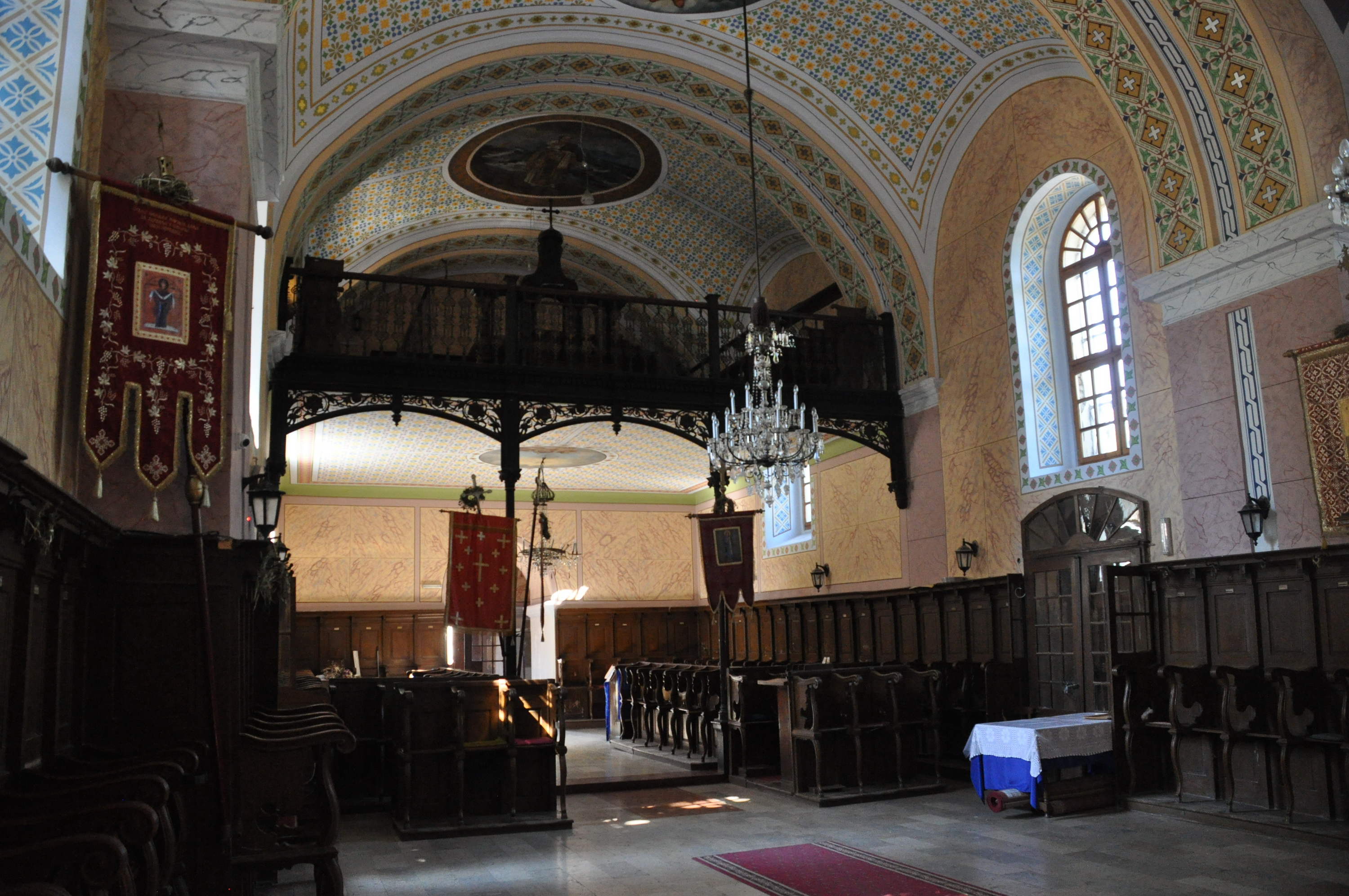
Blick in den Chorinnenraum
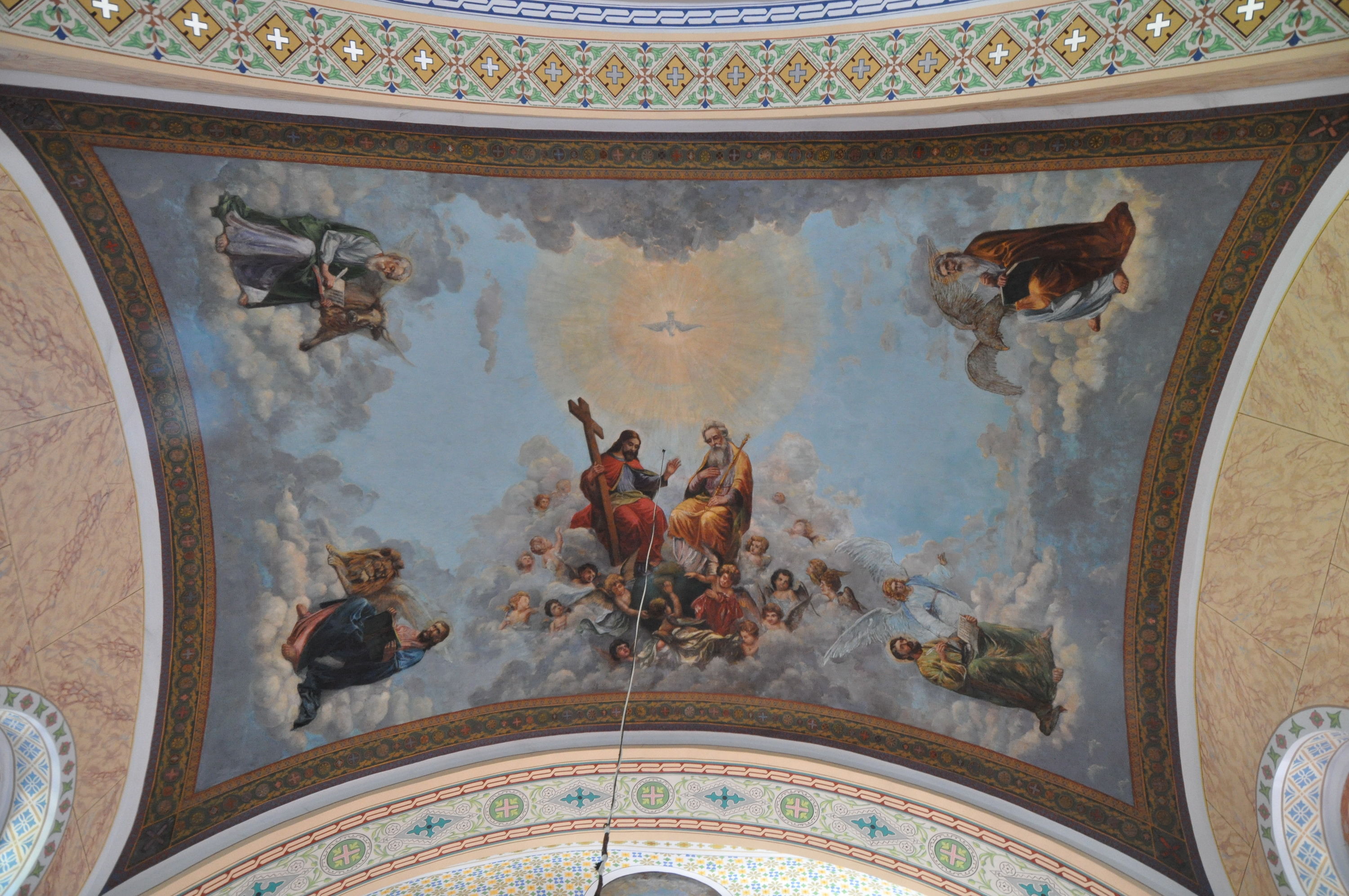
Freskenbemalung in der Kirche
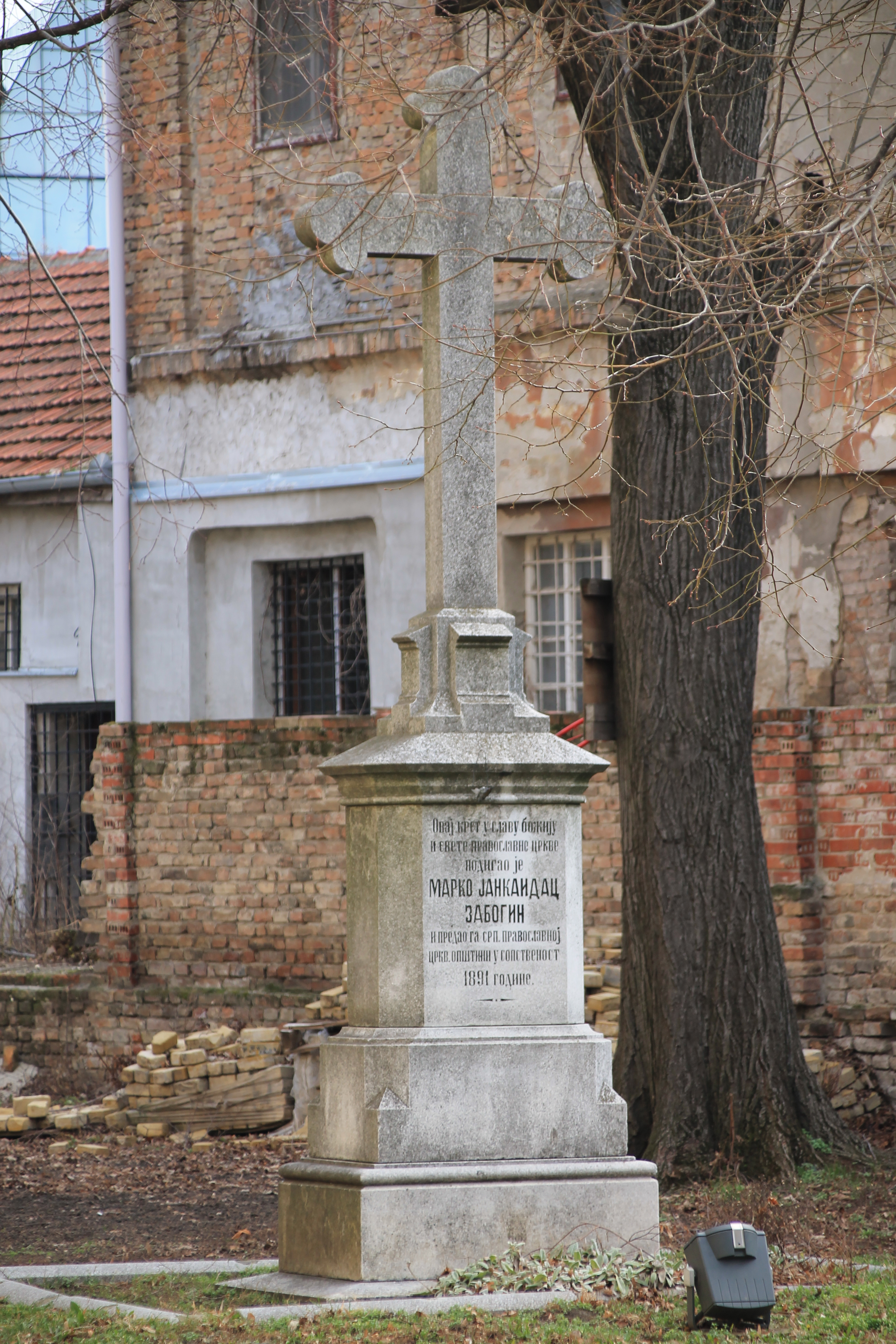
Eines der zwei Marmorkreuze
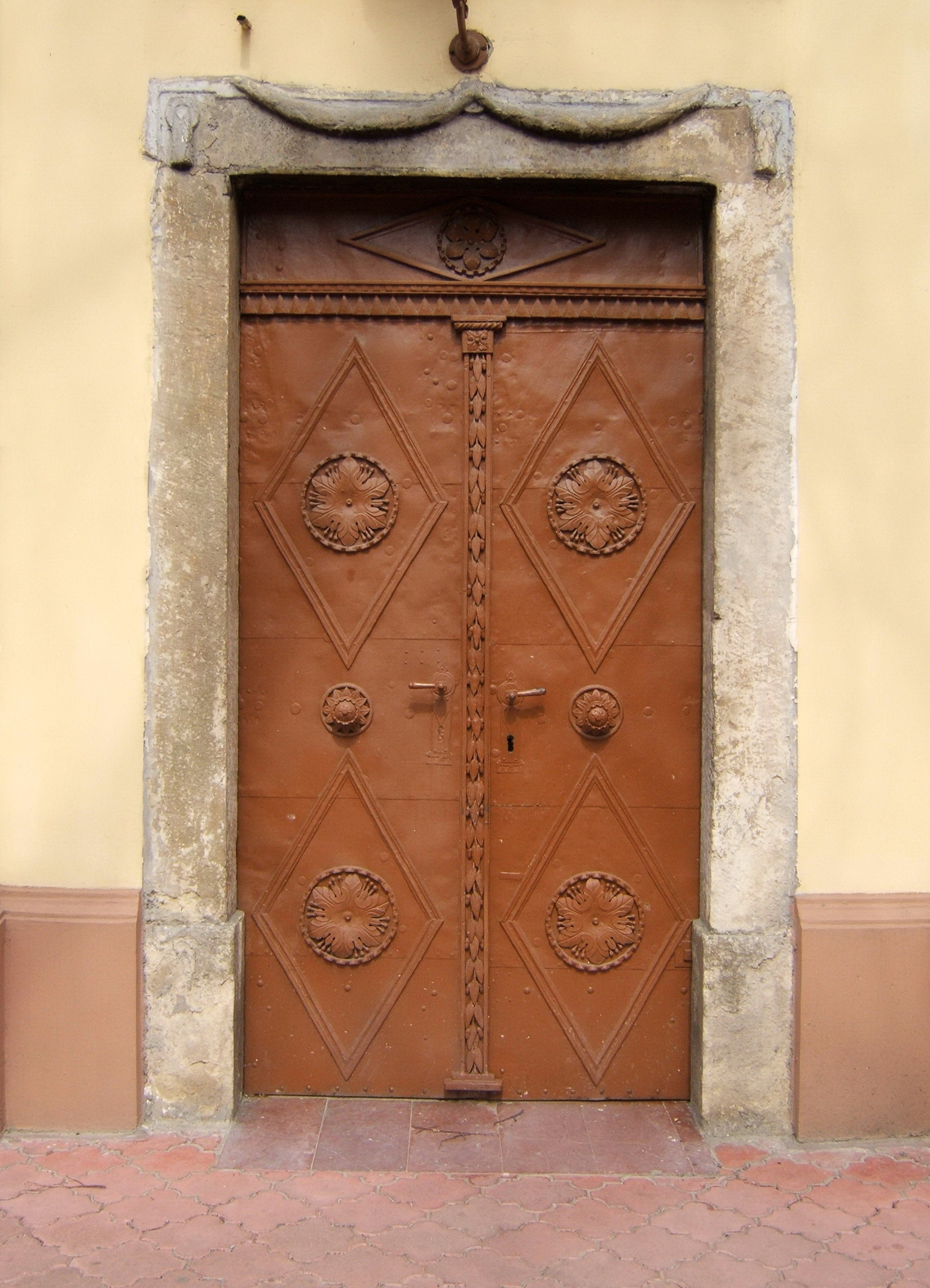
Der Südeingang der Kirche
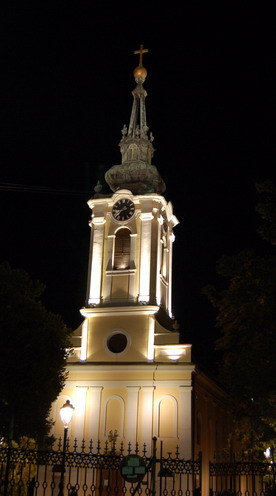
Der beleuchtende Kirchturm in der Nacht
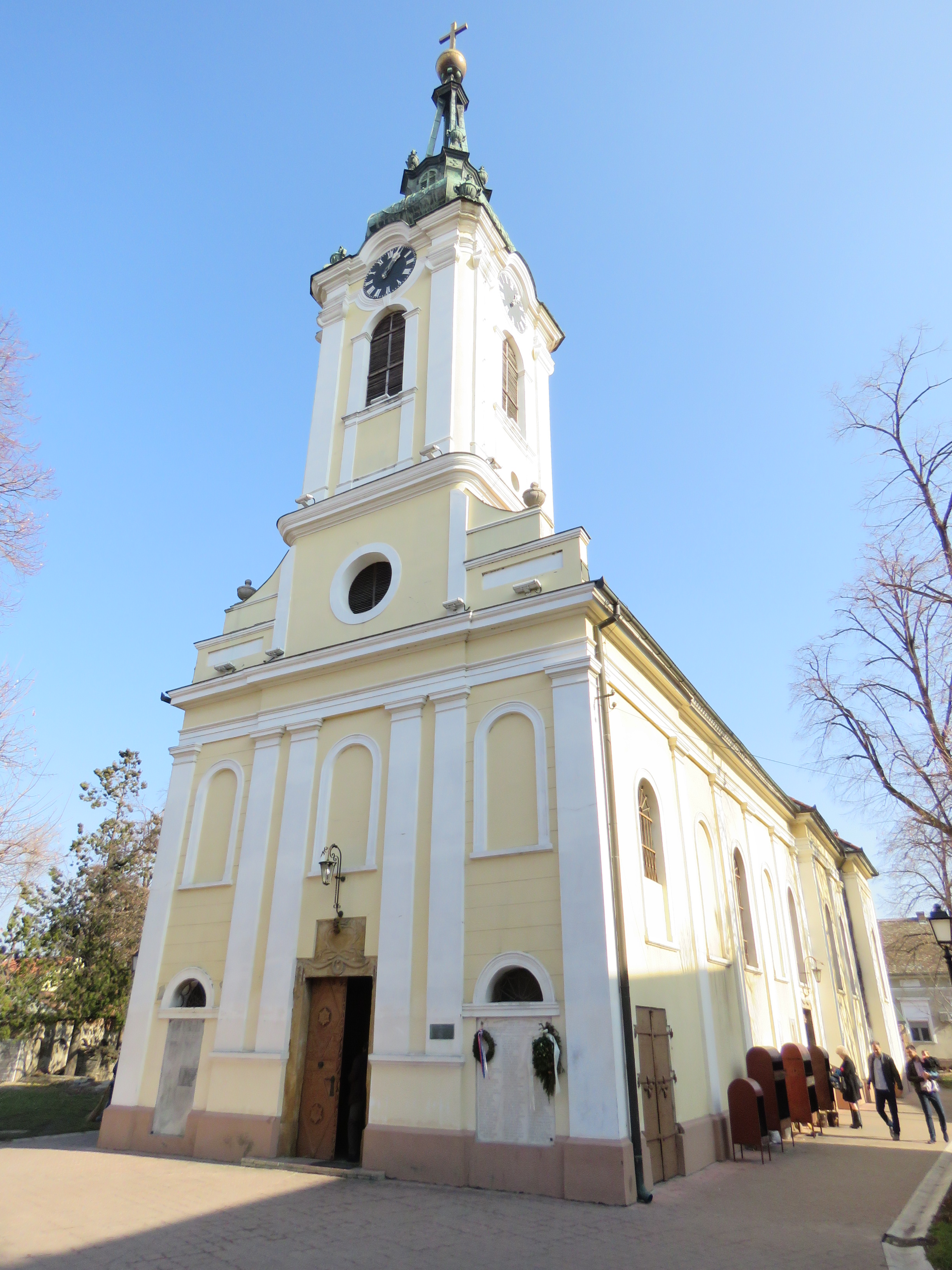
Westfassade der Kirche
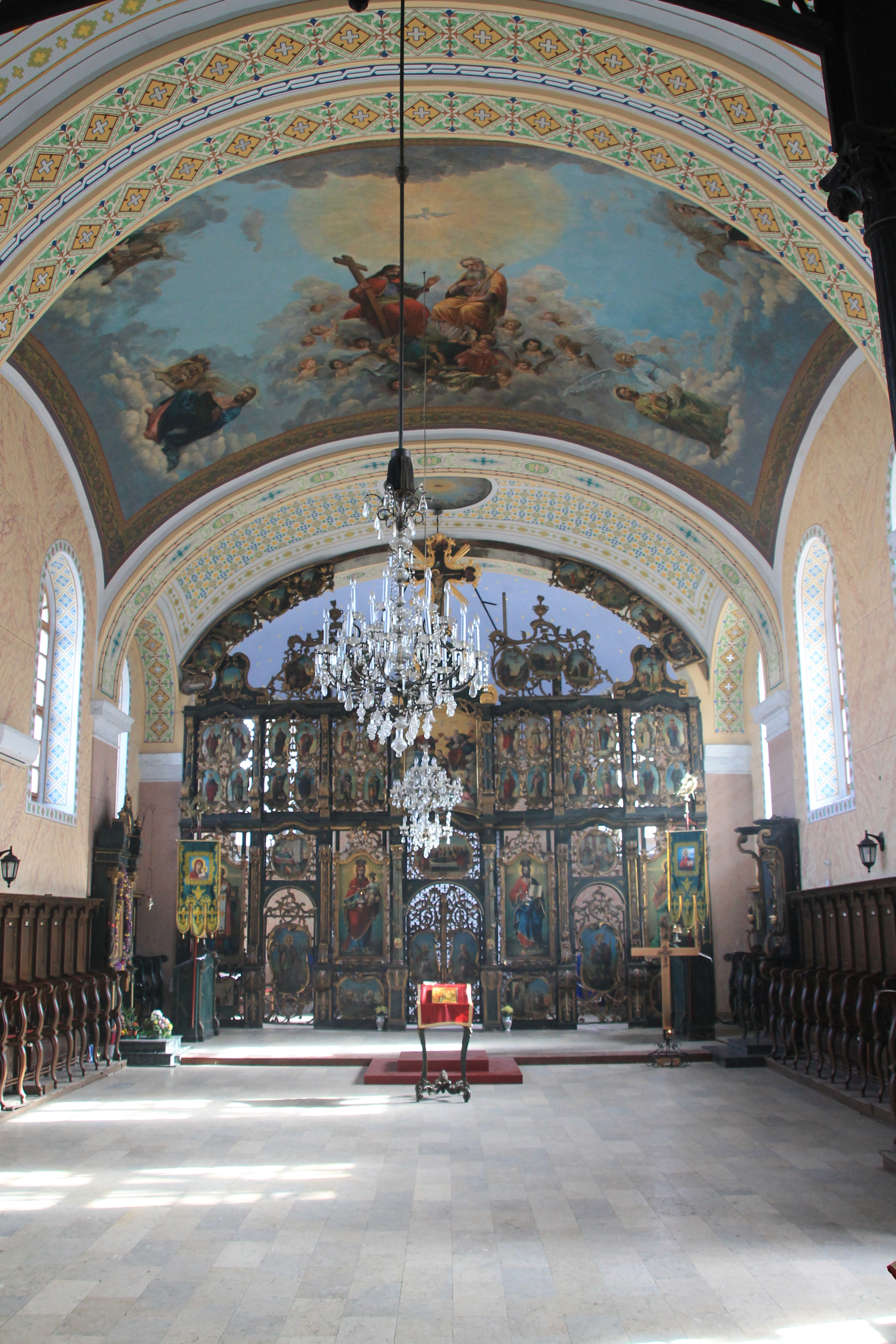
Blick in den Kirchinnenraum
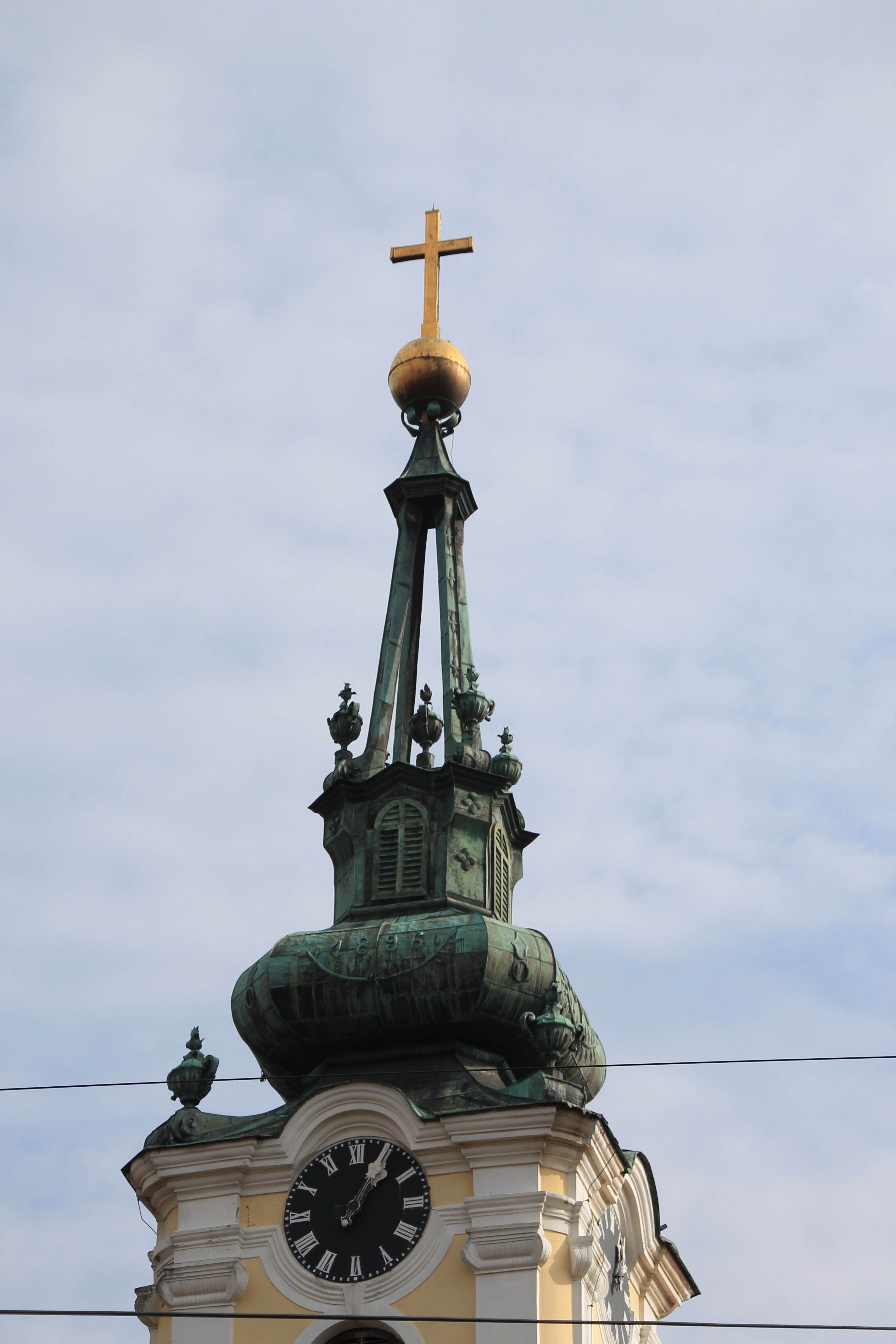
Kirchturmdetail